# Pseudococcus quinyambiensis
Pseudococcus quinyambiensis är en insektsart som beskrevs av Williams 1985. Pseudococcus quinyambiensis ingår i släktet Pseudococcus och familjen ullsköldlöss. Inga underarter finns listade i Catalogue of Life.